# Richard D. McCarthy

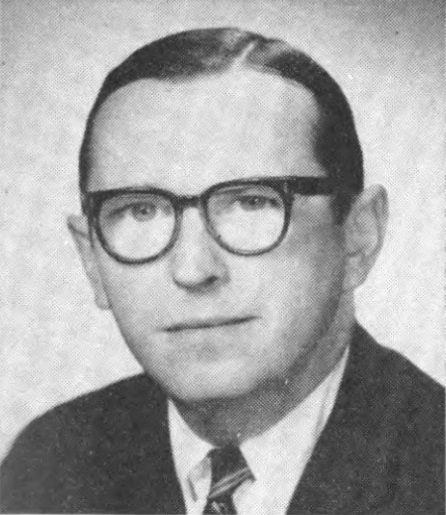
Richard D. McCarthy

Richard Dean McCarthy (* 24. September 1927 in Buffalo, New York; † 5. Mai 1995 in Arlington, Virginia) war ein US-amerikanischer Politiker. Zwischen 1965 und 1971 vertrat er den Bundesstaat New York im US-Repräsentantenhaus.

## Werdegang
Richard McCarthy besuchte bis 1945 die Canisius High School und danach bis 1950 das Canisius College in Buffalo. Dazwischen diente er vom November 1945 bis August 1946 in der US Navy. Zur Zeit des Koreakrieges war er in den Jahren 1950 bis 1952 in der US Army. Zwischenzeitlich studierte er an der University of Buffalo, der Cornell University und der Harvard University. In den Jahren 1952 und 1953 arbeitete er als Zeitungsreporter für die Buffalo Evening News. Zwischen 1956 und 1964 war er Direktor für Öffentlichkeitsarbeit bei der Firma National Gypsum. Er war auch als Autor tätig.
Politisch schloss sich McCarthy der Demokratischen Partei an. Bei den Kongresswahlen des Jahres 1964 wurde er im 39. Wahlbezirk von New York in das US-Repräsentantenhaus in Washington, D.C. gewählt, wo er am 3. Januar 1965 die Nachfolge des Republikaners John R. Pillion antrat. Nach zwei Wiederwahlen konnte er bis zum 3. Januar 1971 drei Legislaturperioden im Kongress absolvieren. Diese waren von den Ereignissen des Vietnamkrieges und der Bürgerrechtsbewegung geprägt.
Im Jahr 1970 verzichtete McCarthy auf eine weitere Kandidatur für das US-Repräsentantenhaus. Stattdessen strebte er erfolglos die Nominierung seiner Partei für die Wahlen zum US-Senat an. In den Jahren 1975 und 1976 war er Presseattaché an der amerikanischen Botschaft in Teheran; von 1978 bis 1989 leitete er die Außenstelle der Buffalo News in Washington. Danach zog er sich in den Ruhestand zurück. Richard McCarthy starb am 5. Mai 1995 in Arlington und wurde auf dem dortigen Nationalfriedhof beigesetzt.